# TripleS
tripleS(한국어: 트리플에스)는 모드하우스가 결성한 대한민국의 24인조 걸 그룹이다. 2022년 5월 시작된 아직 정식 데뷔 9개월 이전의 프로젝트를 통하여 대중에게 소개되었다.

## 명칭
그룹명 '트리플에스'는 'Social, Sonyo, Seoul'이라는 3개의 글자 S를 가리킨다.

## 구성원
| 이름   | 소개                                                                                       |
| ------ | ------------------------------------------------------------------------------------------ |
| 윤서연 | - 출생일: 2003년 8월 6일(22세) - 출생지: 대한민국 대전광역시 중구                          |
| 정혜린 | - 출생일: 2007년 4월 12일(18세) - 출생지: 대한민국 대구광역시 수성구 황금동                |
| 이지우 | - 출생일: 2005년 10월 24일(19세) - 출생지: 대한민국 서울특별시 서초구 잠원동               |
| 김채연 | - 출생일: 2004년 12월 4일(20세) - 출생지: 대한민국 서울특별시 강북구                       |
| 김유연 | - 출생일: 2001년 2월 9일(24세) - 출생지: 대한민국 서울특별시 서초구 반포동                 |
| 김수민 | - 출생일: 2007년 10월 3일(17세) - 출생지: 대한민국 대구광역시 중구 남산동                  |
| 김나경 | - 출생일: 2002년 10월 13일(22세) - 출생지: 대한민국 울산광역시 중구 약사동                 |
| 공유빈 | - 출생일: 2005년 2월 3일(20세) - 출생지: 대한민국 경기도 용인시 기흥구                     |
| 카에데 | - 본명: 야마다 카에데 - 출생일: 2005년 12월 20일(19세) - 출생지: 일본 도야마현 도야마시    |
| 서다현 | - 출생일: 2003년 1월 8일(22세) - 출생지: 대한민국 부산광역시 수영구                        |
| 코토네 | - 본명: 카미모토 코토네 - 출생일: 2004년 3월 10일(21세) - 출생지: 일본 도쿄도 고쿠분지시   |
| 곽연지 | - 출생일: 2008년 1월 8일(17세) - 출생지: 대한민국 서울특별시 송파구                        |
| 니엔   | - 본명: 쉬니엔츠(許念慈) - 출생일: 2003년 6월 2일(22세) - 출생지: 중화민국 타이베이시      |
| 박소현 | - 출생일: 2002년 10월 13일(22세) - 출생지: 대한민국 서울특별시 송파구 잠실동               |
| 신위   | - 본명: 저우신위(周心语) - 출생일: 2002년 5월 25일(23세) - 출생지: 중화인민공화국 베이징시 |
| 마유   | - 본명: 코우마 마유 - 출생일: 2002년 5월 12일(23세) - 출생지: 일본 군마현 후지오카시       |
| 린     | - 본명: 카와카미 린 - 출생일: 2006년 4월 12일(19세) - 출생지: 일본 도쿄도                  |
| 주빈   | - 출생일: 2009년 1월 16일(16세) - 출생지: 대한민국 서울특별시                              |
| 정하연 | - 출생일: 2007년 8월 1일(18세) - 출생지: 대한민국 경기도 안양시 동안구 평촌동              |
| 박시온 | - 출생일: 2006년 4월 3일(19세) - 출생지: 대한민국 대전광역시 유성구                        |
| 김채원 | - 출생일: 2007년 5월 2일(18세) - 출생지: 대한민국 인천광역시 남동구 서창동                 |
| 설린   | - 본명: 피라다 분락사(พิรดา บุญรักษา) - 출생일: 2006년 11월 30일(18세) - 출생지: 태국 방콕    |
| 서아   | - 본명: 정해린 - 출생일: 2010년 6월 11일(15세) - 출생지: 대한민국 광주광역시 북구 오치동   |
| 지연   | - 본명: 지서연 - 출생일: 2004년 2월 13일(21세) - 출생지: 대한민국 경기도 수지구            |

## 수상 목록

### 가요 프로그램 1위
| 연도            | 수상 내역 (총 4회) |
| --------------- | --- |
| 2024년 (총 2회) | - Girls Never Die (총 1회) - 5월 14일 SBS M《더 쇼 시즌7》더 쇼 초이스 - Hit The Floor - Visionary Vision (총 1회) - 11월 5일 SBS M《더 쇼 시즌7》더 쇼 초이스 |
| 2025년 (총 2회) | - 깨어 (Are You Alive) (총 2회) - 5월 20일 SBS M《더 쇼 시즌7》더 쇼 초이스 - 5월 21일 MBC M《쇼 챔피언》챔피언 송                                             |

### 시상식
- 2023년 올해의 브랜드 대상 2023 여자 아이돌(신인)
- 2023년 엠넷 아시안 뮤직 어워즈 베스트 여자 신인상
- 2024년 31주년 한터뮤직어워즈 2023 올해의 루키상
- 2024년 2024 K월드 드림 어워즈 K월드 드림 베스트 뉴트렌드상
- 2024년 멜론 뮤직 어워드 1theK 글로벌 아이콘상
- 2025년 32주년 한터뮤직어워즈 2024 글로벌 라이징 스타상
- 2025년 제1회 디 어워즈 디 어워즈 딜라이츠 블루 라벨상
- 2025년 제1회 디 어워즈 디스커버리 올해의 발견상
- 2025년 제1회 디 어워즈 유픽 인기상 베스트 여자 그룹상
- 2025년 대한민국 베스트브랜드 어워즈-대한민국 한류연예대상 아시아스타상 걸그룹부문